# Cueva de Balmori
La Cueva de Balmori, también conocida como Cueva del Pradón, la Cuevona y Cueva de la Ería, es una cueva situada en el municipio asturiano de Llanes. declarada Bien de Interés Cultural con la categoría de Monumento.

## Descripción
La cueva se localiza en el sector nororiental del macizo de La Llera, a escasa distancia de la Cueva de El Quintanal, sitas ambas en la localidad de Balmori, parroquia de Barro, municipio de Llanes.
La primera mención a la existencia de esta cavidad, figura en Les Cavernes de la Région Cantabrique, obra en la que se recoge una descripción bastante precisa de su morfología y se alude al importante yacimiento arqueológico del vestíbulo. Este fue excavado posteriormente por el Conde de la Vega del Sella en los años 1915 y 1916, quien determinó que su secuencia de ocupación abarca un arco cronológico que va del Solutrense al Asturiense.
En el año 1969, Geoffrey A. Clark realizó excavaciones en varios niveles, señalando la existencia al menos, de niveles Asturiense (en superficie), Aziliense, Magdaleniense superior y medio, Solutrense superior y Auriñaciense.

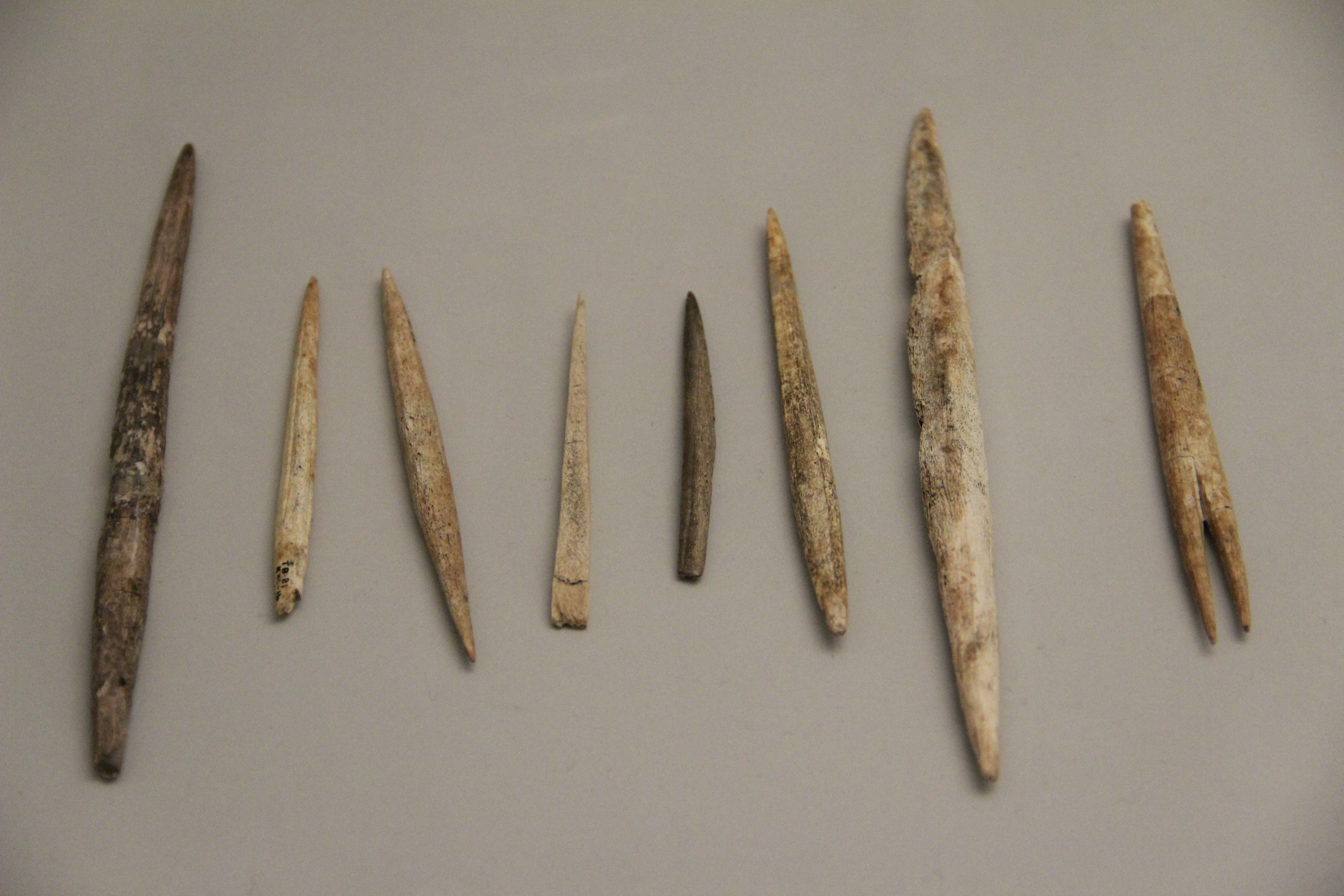
Azagayas descubiertas en las cueves de Balmori, Oscura de Ania y Tito Bustillo.

La cueva cuenta con dos bocas de entrada abiertas al sureste. La primera, a la altura de la vasta vega existente al norte del pueblo de Balmori; y la segunda, que constituye el principal acceso a la cavidad, a la derecha y unos metros por encima de la anterior. Su proximidad a la Autovía del Cantábrico A-8, hace temer que la construcción de esta haya afectado gravemente a la dinámica hidrológica del carst en el que se localiza la cueva.
Por lo que respecta al arte parietal, cuenta con una representación de motivos artísticos paleolíticos, que también están presentes, en gran número, en otras cuevas llaniscas (aunque sin llegar a alcanzar la riqueza de las de municipios limítrofes como las del Pindal o Tito Bustillo).
Las representaciones que alberga se reducen a un conjunto de motivos abstractos que se distribuyen en dos grupos (descubiertos respectivamente en 1968 por José Manuel Suárez Diaz Estébanez, y en 1972 por Javier Suárez Fernández y Pedro Fernández Muñiz). El primero de ellos se localiza aproximadamente a 25 metros de la entrada principal, en torno a una pequeña sala circular a la que se accede desde la galería principal por una gatera. Consta de al menos tres series de puntuaciones o digitaciones, realizadas con pintura roja, a la que se suman varias líneas y manchas del mismo color. Existen asimismo unos puntos realizados con pintura negra cuya cronología paleolítica es más dudosa. Por su parte, el segundo grupo se localiza al fondo de la cavidad, a más de 120 metros de la entrada. Lo comprenden un laciforme, un contorno en forma de D y un signo circular, todos ellos realizados con pintura roja.

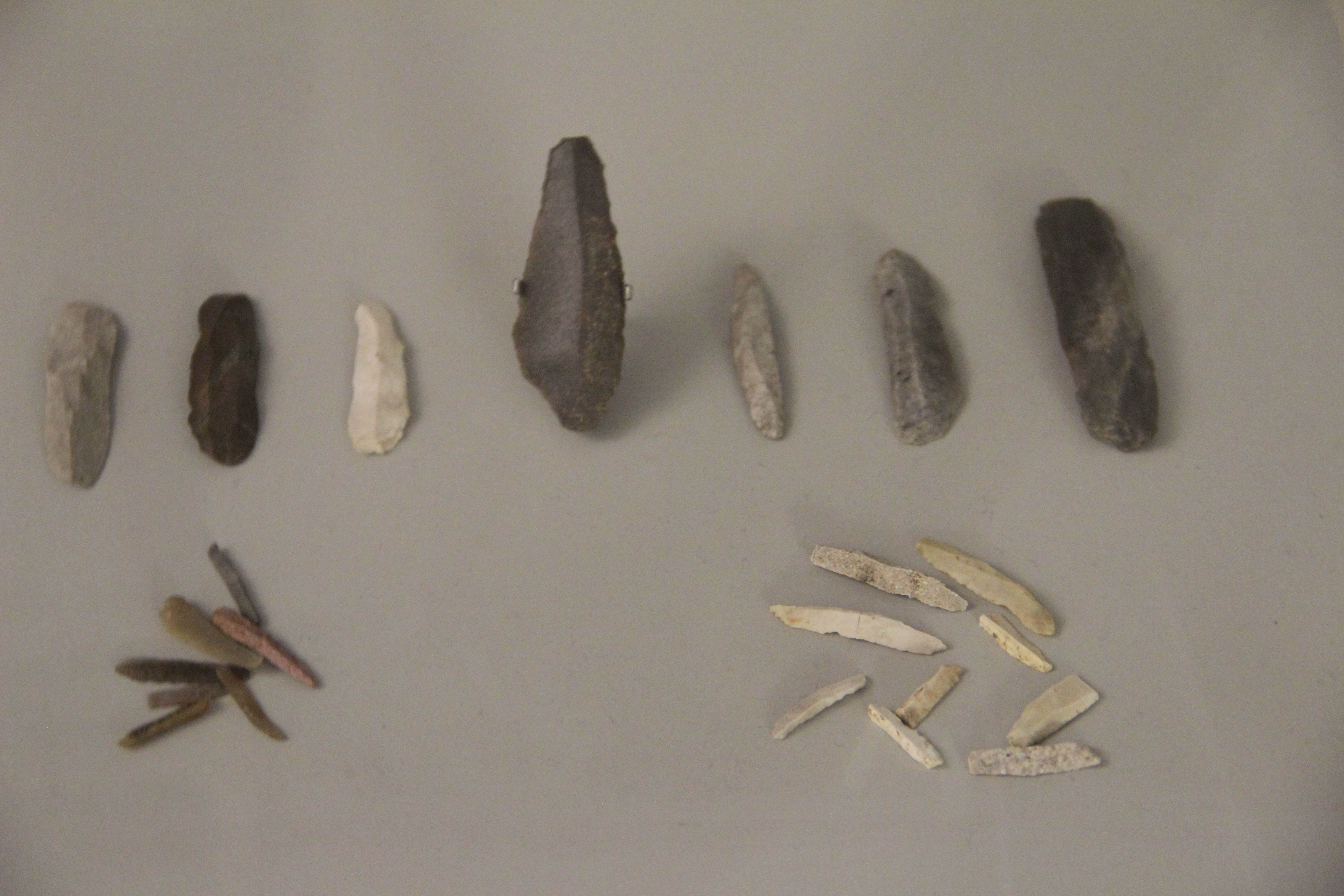
Láminas descubiertas en las cuevas de Balmori y Tito Bustillo.

Dado lo poco significativo del conjunto resulta muy aventurado fijar su cronología. Las agrupaciones de puntos ofrecen paralelos cercanos en las cuevas de El Pindal (Ribadedeva) y Hollín (Peñamellera Alta), así como en Chufín (Puentenansa) o El Castillo (Puente Viesgo), entre otras.
En cuanto al arte mobiliar es de destacar, entre otras excavaciones, las realizadas en 1969 por Geoffrey A. Clark, en las que se halló en un primer nivel restos de industria Asturiense, conchas, restos de fauna y un fragmento mandibular de un niño, que serían datados entre los años 9500 y 7000 AP. Por su situación estratigráfica, no existe la menor duda de que estos hallazgos pertenecen a la era Asturiense.
También se han descubierto en la cueva otras herramientas, como azagayas biapuntadas y azagayas ahorquilladas, así como láminas brutas y retocadas, y laminitas de dorso, herramientas que se exponen en el Museo Arqueológico de Asturias, en Oviedo.
La cueva de Balmori fue declarada Bien de Interés Cultural en aplicación del artículo 40.2 de la Ley 16/85, de 16 de junio, de Patrimonio Histórico Español, que otorgó dicha declaración a las cuevas, abrigos y lugares que contuviesen manifestaciones de arte rupestre. Posteriormente, el Principado de Asturias, mediante Decreto 120/2009, de 16 de septiembre (B.O.P.A. n.º 229, de 2 de octubre de 2009), procedió a delimitar el entorno de protección de la Cueva de Balmori (conjuntamente con la cercana de El Quintanal).